# NGC 1117A
NGC 1117A је елиптична галаксија у сазвежђу Ован која се налази на NGC листи објеката дубоког неба.
Деклинација објекта је + 13° 11' 33" а ректасцензија 2h 51m 12,9s. Привидна величина (магнитуда) објекта NGC 1117 износи 13,9 а фотографска магнитуда 14,9. NGC 1117A је још познат и под ознакама UGC 2337, MCG 2-8-19, CGCG 440-22, KCPG 80A, PGC 10822.